# Oceanodroma

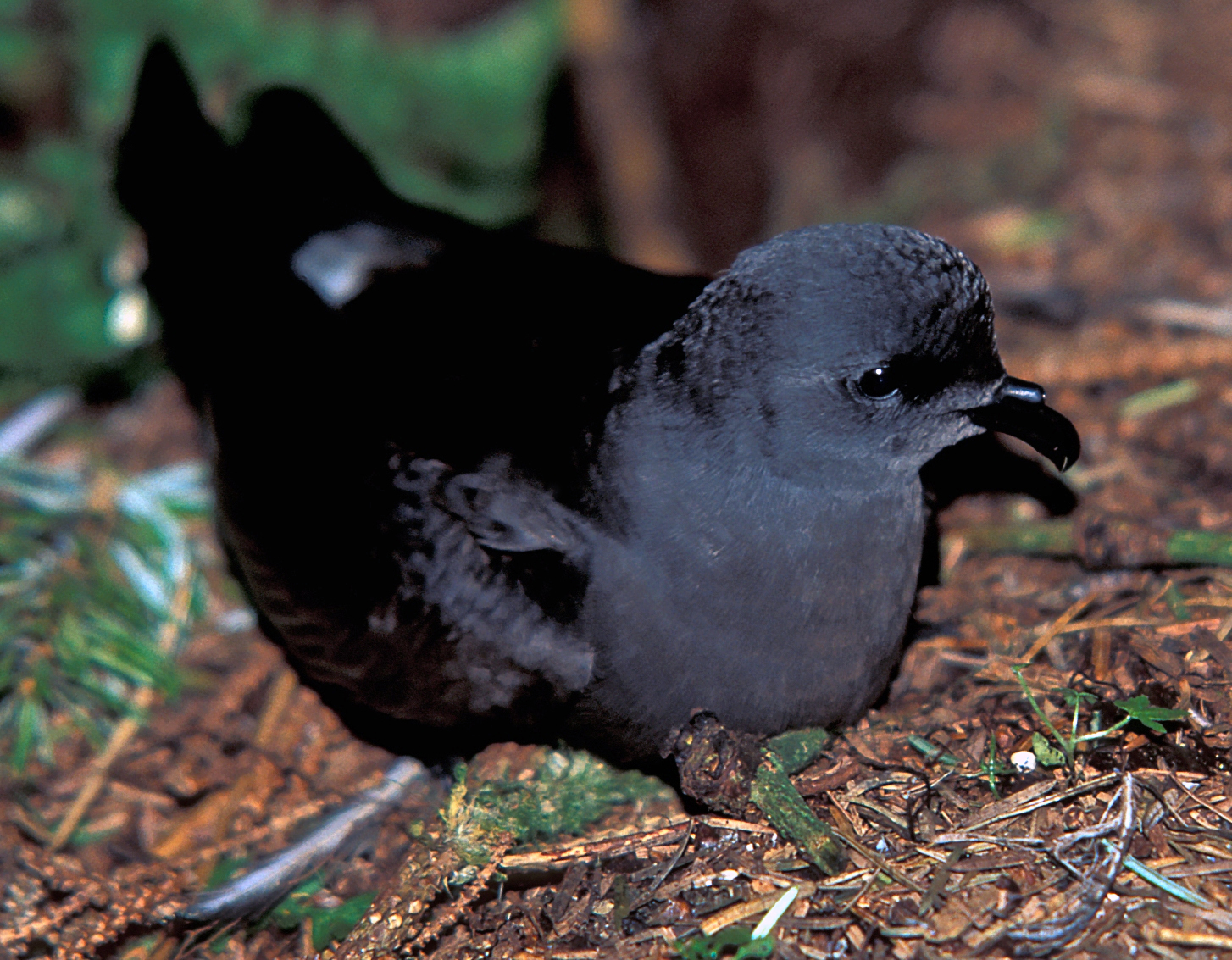
Oceanodroma leucorhoa

Az Oceanodroma a madarak (Aves) osztályának viharmadár-alakúak (Procellariiformes) rendjébe, ezen belül a viharfecskefélék (Hydrobatidae) családjába tartozó nem.

## Tudnivalók
A tizennégy Oceanodroma-fajból egy, az Oceanodroma macrodactyla mára már kihalt. 2010-ben a Nemzetközi Madártani Kongresszuson (International Ornithological Congress), 2007-ben Bolton és társai által végzett kutatás következtében a madeirai viharfecskéből (Oceanodroma castro) kivonták a Zöld-foki Köztársaság-i állományt és önálló faji szintre emelték fel, Oceanodroma jabejabe néven.
Korábban a törpeviharfecskét (Halocyptena microsoma) is ebbe a nembe sorolták, Oceanodroma microsoma tudományos név alatt.

## Rendszerezés
A nembe az alábbi 14 faj tartozik:
- madeirai viharfecske (Oceanodroma castro) (Harcourt, 1851)
- hamvasszárnyú viharfecske (Oceanodroma furcata) (Gmelin, 1789)
- kaliforniai viharfecske (Oceanodroma homochroa) (Coues, 1864)
- örvös viharfecske (Oceanodroma hornbyi) (G.R. Gray, 1854)
- Oceanodroma jabejabe (Bolton, 2007)
- villás viharfecske (Oceanodroma leucorhoa) (Vieillot, 1818)
- †Oceanodroma macrodactyla W.E. Bryant, 1887
- atacamai viharfecske (Oceanodroma markhami) (Salvin, 1883)
- japán viharfecske (Oceanodroma matsudairae) Kuroda, 1922
- fekete viharfecske (Oceanodroma melania) (Bonaparte, 1854)
- koreai viharfecske (Oceanodroma monorhis) (Swinhoe, 1867)
- Oceanodroma monteiroi Bolton et al., 2008[5] - korábban azonosnak tartották a madeirai viharfecskével[6]
- fehérfarkú viharfecske (Oceanodroma tethys) (Bonaparte, 1852)
- hawaii viharfecske (Oceanodroma tristrami) Salvin, 1896

### Fordítás
- Ez a szócikk részben vagy egészben  az   Oceanodroma című angol Wikipédia-szócikk ezen változatának fordításán alapul.  Az eredeti cikk szerkesztőit annak laptörténete sorolja fel. Ez a jelzés csupán a megfogalmazás eredetét és a szerzői jogokat jelzi, nem szolgál a cikkben szereplő információk forrásmegjelöléseként.